# 망미루
망미루(望美樓)는 부산광역시 동래구 수안동, 동래부 동헌 충신당에 있는 조선시대의 문루이다. 1972년 6월 26일 부산광역시의 유형문화재 제4호로 지정되었다. 당초 부산광역시 동래구 온천1동 산25-4번지에 있었으나, 부산광역시 지정문화재 이전․복원에 따라 부산광역시 동래구 수안동 421-12번지 일원으로 소재지가 변경되었다.

## 현지 안내문
이 누각은 1742년(영조 18) 동래부사 김석일(金錫一)이 동래부 청사인 동헌(東軒) 앞에 세운 문루이다.
옛날 한양으로부터 부임해온 어느 동래부사가 임금에 대한 그리움을 달래기 위해 이 누각을 망미루로 불렀다는 이야기가 전해온다. 1919년 동래의 3․1운동은 이 누각에서의 만세 삼창으로 시작되었다고 한다.
전면에는 동래도호아문(東萊都護衙門)라고 쓰여진 큰 편액이 걸려 있고, 후면에는 망미루(望美樓)라는 큰 편액이 걸려 있다. 1895년(고종 32) 동래도호부가 동래관찰사영(東萊觀察使營)으로 승격됨에 따라 일명 포정사(布政司)라고도 불렀다. 누각 위에는 동래성 4대문의 여는 시각과 정오를 알리기 위해 치는 큰 북이 걸려 있었다고 한다. 일제시대에 시가지 정리계획에 따라 아무런 연고도 없는 지금의 위치로 옮겨졌다.
이 건물은 정면 3칸, 측면 2칸으로 높은 주초석(柱礎石) 위에 놓여 있다. 팔작(八作)지붕으로 된 2층 누각이며, 두공(枓栱) 양식은 2익공(二翼工)이다. 마루는 귀틀마루이며, 주위에는 계자난간(鷄子欄干)을 둘렀다. 처마는 부연(浮椽)이 붙은 겹처마이다. 이 누각은 조선후기의 전형적인 관아 문루로 부산지방의 대표적인 건물이다.

## 참고 자료
- 망미루 - 국가유산청 국가유산포털